# Могила Кирилла Прокофьевича Орловского
Могила Кирилла Прокофьевича Орловского — могила в агрогородке Мышковичи Кировского района Могилёвской области Республики Беларусь. Находится на кладбище напротив въезда со стороны трассы, ведущей в город Кировск.

## Описание
В могиле похоронен Герой Советского Союза, Герой Социалистического Труда, один из организаторов и руководителей партизанского движения в Белоруссии в годы Гражданской и Отечественной войны , К. П. Орловский (родился 30 января 1895 года в Мышковичах Кировского района Могилёвской области — умер 13 января 1968 г.)  .

## Архитектура
Дорога к могиле вымощена плиткой. Надгробие представляет собой гранитную стелу с трехчетвертным барельефным бюстом К. П. Орловского. Нижняя часть стелы стилизована под дикий камень, обратная часть также неполированная. На стеле со стороны кладбища под изображением К. П. Орловского надпись: «Орловский Кирилл Прокофьевич 18.01.1895 - 13.01.1968». Под ним находится защитная доска. На оборотной стороне стелы надпись: «От колхозников колхоза Рассвет». На плите, покрывающей могилу, написан текст: «Председатель ордена Ленина колхоза «Рассвет», Герой Советского Союза, депутат Верховного Совета СССР, подполковник». Вокруг плиты высажены цветы, площадка возле могилы вымощена плиткой. 